# Ossido di terbio(III)
L'ossido di terbio(III), generalmente chiamato anche ossido di terbio, formula chimica Tb2O3, è il principale ossido del terbio.
È un semiconduttore di tipo p quando è dopato con il calcio e può essere preparato per riduzione di Tb4O7 in idrogeno a 1300 °C per 24 ore.